# Night in Tunisiana

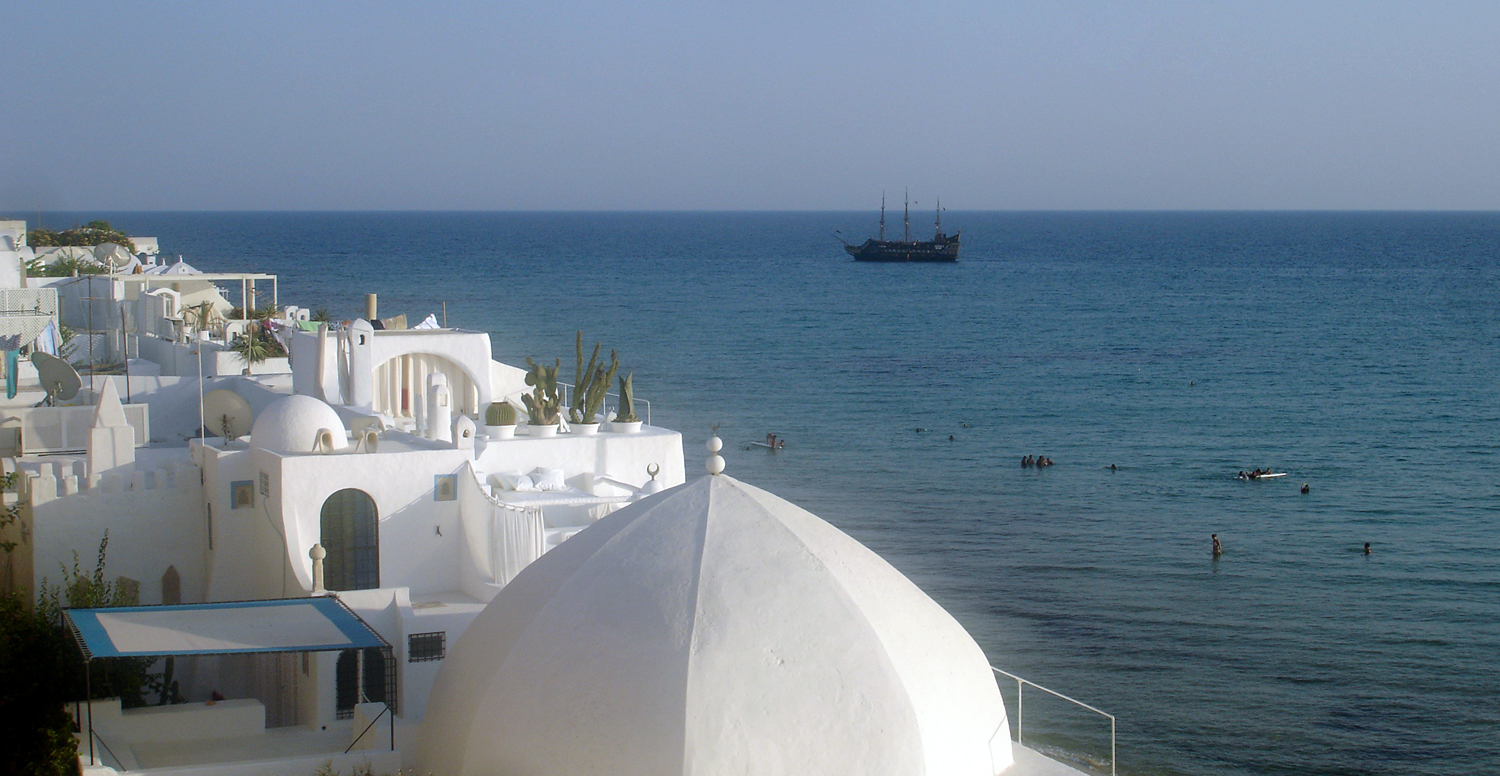
Un angolo pittoresco di Hammamet

Night in Tunisiana è una rassegna canora di carattere internazionale che si svolge annualmente dal 2005 in Tunisia.
Organizzata con il patrocinio del Ministero tunisino della Cultura e della salvaguardia del patrimonio, dal Governatorato di Nabeul, dalla municipalità e dal Commissariato del turismo di Hammamet Sud, si tiene a La Marina di Hammamet Sud e presenta alcuni dei nomi più famosi della musica leggera internazionale.
Le edizioni - a carattere tematico - del 2005, 2006 e 2007 sono state dedicate rispettivamente al blues, al R&B e al reggae, mentre quella del 2008 - tenutasi il 25 e il 26 luglio - ha visto protagonisti il crossover classico di Emma Shapplin e la disco music degli ABBA, dei Boney M, dei Santa Esmeralda e dei Bee Gees.